# Experimental & Molecular Medicine
Experimental & Molecular Medicine — це щомісячний рецензований медичний журнал із відкритим доступом, який висвітлює дослідження та публікує статті на тему біохімії, біомедицини, молекулярної біології та молекулярної медицини. Видавництво — Nature Portfolio (Springer Nature).
Це офіційний журнал Корейського товариства медичної біохімії та молекулярної біології.

## Історія
Журнал був заснований у 1964 році як Корейський журнал біохімії або Taehan Saenghwa Hakhoe Chapchi та виходив раз на два роки. Спочатку він був корейською мовою, а в 1975 році став англомовним журналом. З 1994 року журнал почав виходити щоквартально. Свою нинішню назву він отримав у 1996 році, тоді ж почав виходити раз на два місяці, перейшовши на щомісячний у 2009 році.

## Цілі та сфера діяльності журналу
Experimental & Molecular Medicine — це перший біохімічний журнал у Кореї (заснований у 1964 році) і перезапущений у 1996 році як міжнародний журнал із відкритим доступом, повністю рецензований експертами. Це медичний дослідницький журнал, присвячений публікації останніх розробок у трансляційних дослідженнях і нещодавніх відкриттів у біомедичній галузі. Журналом заохочується подання матеріалів, які включають генетичні, молекулярні та клітинні дослідження фізіології та захворювань людини. Журнал прагне висвітлити покращені клінічні переваги для здоров’я людини в результаті експериментальних і трансляційних досліджень, проведених за допомогою спеціальних молекулярних інструментів. Також публікуються дослідження, які охоплюють базові відкриття з клінічною значущістю, а також статті, що стосуються явної актуальності та новизни in vivo. Experimental & Molecular Medicine — це онлайн-журнал із відкритим доступом.

### Сфера діяльності
Теми, що представляють особливий інтерес у межах діяльності журналу, включають, але не обмежуються ними, перелічені нижче:
- Біологія раку
- Імунологія
- Нейронаука
- Серцево-судинна біологія
- Генетика і геноміка
- Генна терапія
- Метаболічні захворювання
- Стовбурові клітини та регенеративна медицина
- Фізіологія і хвороби
- Молекулярна медицина

Журнал публікує рецензовані оригінальні статті та огляди. Крім того, для вибраних статей надаються резюме досліджень. Редакційні статті — це короткі коментарі, написані редактором(ами) журналу або запрошеним редактором(ами) Special Features на основі змісту поточного випуску або актуальних тем, які входять до сфери діяльності журналу.

## Редакційна колегія
Головний редактор — Де-Мюн Джу (Католицький університет Кореї).

## Реферування та індексування
Журнал реферується та індексується за:
- Chemical Abstracts[7]
- Embase[8]
- Index Medicus/MEDLINE/PubMed/PubMed Central[9]
- Science Citation Index Expanded[6]
- Scopus[8]

Згідно з Journal Citation Reports, імпакт-фактор журналу 2020 року становив 8,718, що поставило його на 14 місце серед 140 журналів у категорії «Медицина, дослідження та експерименти» та на 34 місце серед 298 журналів у категорії «Біохімія та молекулярна біологія».
Повний текст журналу з 2008 року доступний на PubMed Central.